# Taeniophallus nicagus
Taeniophallus nicagus är en ormart som beskrevs av Cope 1868. Taeniophallus nicagus ingår i släktet Taeniophallus och familjen snokar. Inga underarter finns listade i Catalogue of Life.
Denna orm förekommer i norra Brasilien i delstaterna Amapá, Amazonas och Pará. Den hittas även i Surinam och Guyana. Arten lever i tropiska regnskogar och den är nattaktiv. Födan utgörs främst av grodor. Honor lägger ägg.
För beståndet är inga hot kända. Hela populationen antas vara stor. IUCN listar arten som livskraftig (LC).